# Dysphania luteomaculata
Dysphania luteomaculata är en fjärilsart som beskrevs av Karl Grünberg 1908. Dysphania luteomaculata ingår i släktet Dysphania och familjen mätare. Inga underarter finns listade i Catalogue of Life.